# 芝加哥大學出版社
芝加哥大學出版社（英語：University of Chicago Press）是位于芝加哥大學中途公園的一個出版社，由芝加哥大學運營。

## 历史
成立于1890年，現為美國最大最古老的大學出版社之一。除去各種書籍和期刊之外，它也負責出版芝加哥格式手冊。
2014年，出版社获得伦敦书展国际学术和专业出版社奖（The International Academic and Professional Publisher Award）。

## 外部連結
- 官方网站